# Motu Kao Kao
Pour les articles homonymes, voir Motu (homonymie).
L'îlot Motu Kao Kao, ou simplement îlot de Kao Kao, est le plus petit des trois îlots inhabités situés au sud de l'île de Pâques composant la partie la plus à l'ouest du Chili.

## Toponymie
Dans la langue rapanui, Motu signifie île, et Kao Kao signifierait à peu de chose près « étendu » ou encore « allongé ».

## Géographie
La superficie en hectares pour chacun des îlots est :
- Motu Nui : 3,9
- Motu Iti : 1,6
- Motu Kao Kao : 0,1.

L'îlot de Motu Kao Kao est juste un énorme rocher en pointe qui dépasse de 20 m (65 pi) au-dessus du niveau de la mer ; il s'élève d'un fond de sable blanc à environ 60 m de profondeur, au milieu d'une zone de forts courants. Ses parois s’engouffrent dans la mer sous la forme de tombants verticaux ; ainsi gravir les parois jusqu'au sommet présente quelques difficultés. Sa forme est rectangulaire, avec des longueurs maximales de 64 m de long et de 32 m de large; sa superficie fait 1 150 m2. À côté de cet îlot se situent deux autres îlots de plus grande superficie : Motu Iti, situé à 396 m, et le plus éloigné Motu Nui, à 557 m. De tous, le Motu Kao Kao est le plus proche de la côte de l'île de Pâques, à 670 m.
Motu Nui a été étudié scientifiquement en 1914 par l'expédition de Katherine Routledge, les études ont rapporté que 7 espèces d'oiseaux marins y nichaient. Deux grottes ont été explorées à Motu Nui, dans l'une d'elles, chacun des « Hopu manu » attendait le premier œuf de la saison; l'autre abritait le Titahanga-o-te-Henua (la « frontière de la Terre  »), un petit moaï, qui fut prélevé par les Européens et incorporé aux collections du Pitt Rivers Museum à Oxford, en Angleterre.
Les trois îlots sont des lieux de nidifications pour les oiseaux  marins.

## Tangata manu
L'îlot proche, le Motu Nui, est également un lieu majeur de la cérémonie du Tangata manu ou du culte de l'homme oiseau, dans la religion de l'île de Pâques, à l'époque intermédiaire entre l'ère des Moaïs et celle du christianisme (l'île a été convertie au catholicisme dans les années 1860). Cet archipel forme le sommet d'une chaîne de montagnes volcaniques qui s'élèvent à plus de 2 000 m du fond de la mer. 
Le rituel de l'homme oiseau était une compétition qui consistait à recueillir le premier œuf de manutara, c'est-à-dire de la sterne à dos gris ou de la sterne fuligineuse. Ces évènements se passaient sur l'îlot voisin Motu Nui, où les « Hopu manu », les représentants de chaque clan, attendaient les premières pontes de saison des manutara; le « Hopu manu » qui s'emparait du premier œuf se précipitait à la nage vers l'île de Pâques; à l'arrivée, après avoir escaladé les falaises d'Orongo, il présentait l'œuf à son commanditaire, devant les juges d'Orongo. La victoire donnait à son commanditaire le titre de Tangata manu et le privilège annuel de jouir d'une grande puissance sur l'île. Beaucoup de « hopu manu » ont été dévorés par les requins ou sont morts en chutant des falaises d'Orongo. Le clan gagnant bénéficiait de certains droits, y compris du privilège de collecter les œufs et les oisillons des trois îlots
La dernière compétition rapportée du rituel du culte de Tangata manu a eu lieu en 1866. 

## Tourisme
Les visiteurs actuels de Rapa Nui peuvent apprécier la beauté du site de Motu Kao Kao en bateau, en partant du port de Hanga Roa, la seule ville de l'île. La plongée entre le Motu Nui et le Motu Kao Kao est d'une qualité exceptionnelle, le site est très recherché par les amateurs de plongée du monde entier ; bien qu'autrefois de réputation dangereuse parce que ses eaux étaient densément peuplées de requins, il est aujourd'hui beaucoup plus sécurisé, en grande partie à cause du déclin des populations de requins, dû à la surpêche.